# 郝海
郝海（1458年—？），字汝容，直隸保定府祁州人，民籍，明朝政治人物。

## 生平
順天府鄉試第四名舉人。弘治六年（1493年）中式癸丑科會試第二百六十四名，二甲第四十九名進士。历官至户部郎中，正德元年奉命与工部员外郎毕昭、漕运参将梁玺修复大通桥至通州河道，及闸十二、坝四十一。改任两淮都转运盐使司同知，五年十一月升两淮運使。六年正月考察，以不謹冠带閑住。

## 家族
曾祖郝大初；祖父郝淵；父郝文清，遇例冠帶。母崔氏。慈侍下。